# Isla Cristina

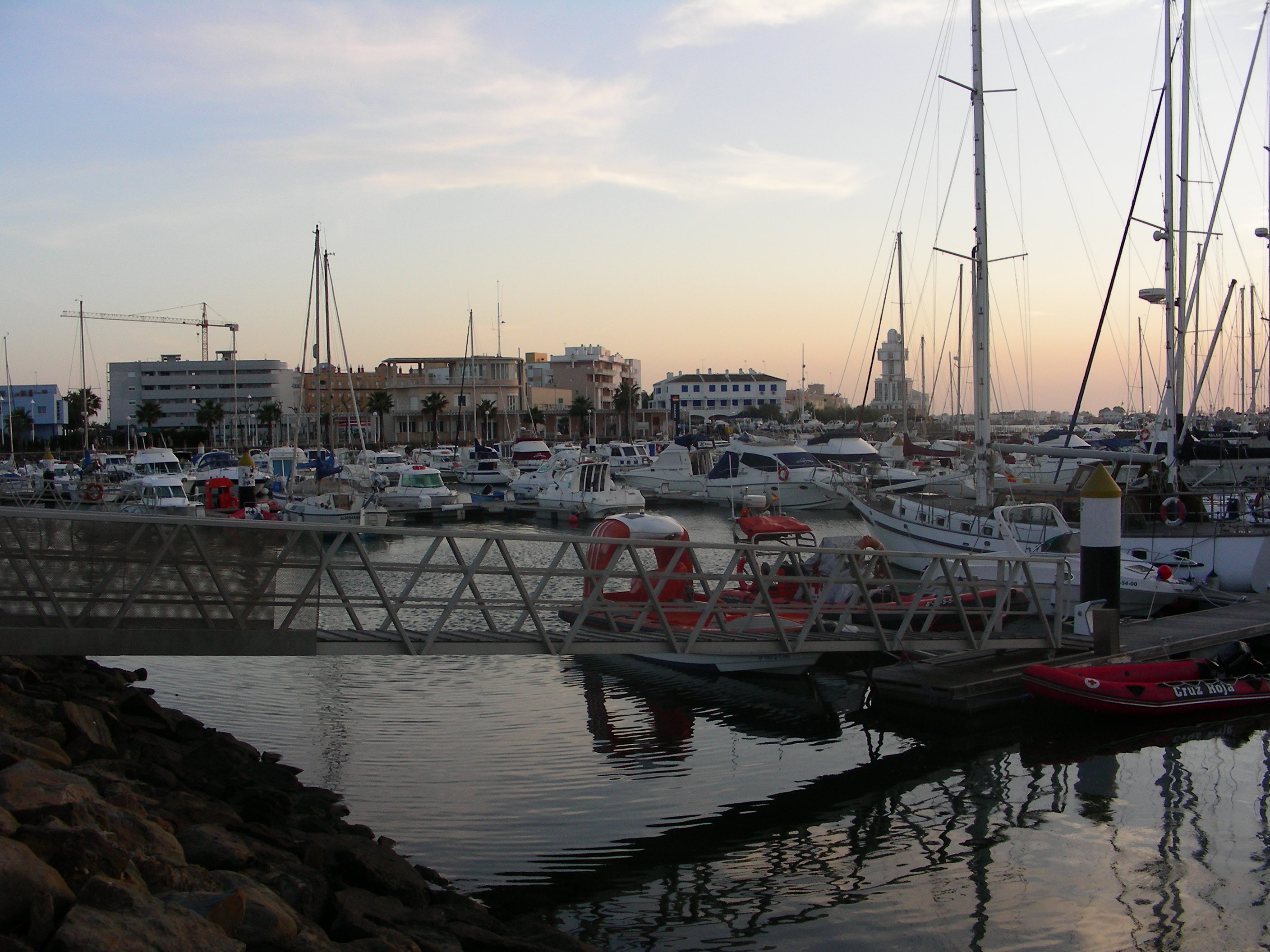
Isla Cristina
(2008)

Isla Cristina é um município da Espanha na província de Huelva, comunidade autónoma da Andaluzia, de área 49,36 km² com população de 21165 habitantes (2016) e densidade populacional de 428,78 hab/km².
As suas origens remontam à fundação de uma colónia pesqueira por catalães e valencianos após o sismo de Lisboa de 1755, que cresceu até obter o seu próprio concelho em 1833 e absorver depois o antigo município de La Redondela em 1887.
A atividade principal é a pesca, favorecida pelo seu importante porto. A sua lota é a primeira em leilões de peixe fresco da Andaluzia e a segunda por tonelagem, só superada por Cádiz. A atividade turística também tem uma presença marcante.

## Demografia
| Variação demográfica do município entre 1991 e 2016 | Variação demográfica do município entre 1991 e 2016 | Variação demográfica do município entre 1991 e 2016 | Variação demográfica do município entre 1991 e 2016 |
| --------------------------------------------------- | --------------------------------------------------- | --------------------------------------------------- | --------------------------------------------------- |
| 1991                                                | 1996                                                | 2001                                                | 2016                                                |
| 16524                                               | 17310                                               | 18189                                               | 21165                                               |